# 拉博赛讷
拉博赛讷（法語：La Baussaine，法語發音：[la bosɛn]）是法国伊勒-维莱讷省的一个市镇，位于该省西部偏北，属于圣马洛区。

## 地理
拉博赛讷（48°18'48"N, 1°53'53"W）面积9.63 平方千米，位于法国布列塔尼大區伊勒-维莱讷省，该省份为法国西北部沿海省份，位于布列塔尼半岛东部，北濒大西洋，西接阿摩尔滨海省和莫尔比昂省，南至大西洋卢瓦尔省，西南端接曼恩-卢瓦尔省，东临马耶讷省，东北与芒什省接壤。
与拉博赛讷接壤的市镇（或旧市镇、城区）包括：卡尔德罗克、莱西夫、隆戈尔奈、米尼亚克-苏贝什雷勒、圣蒂阿尔、坦泰尼亚克、特里梅。

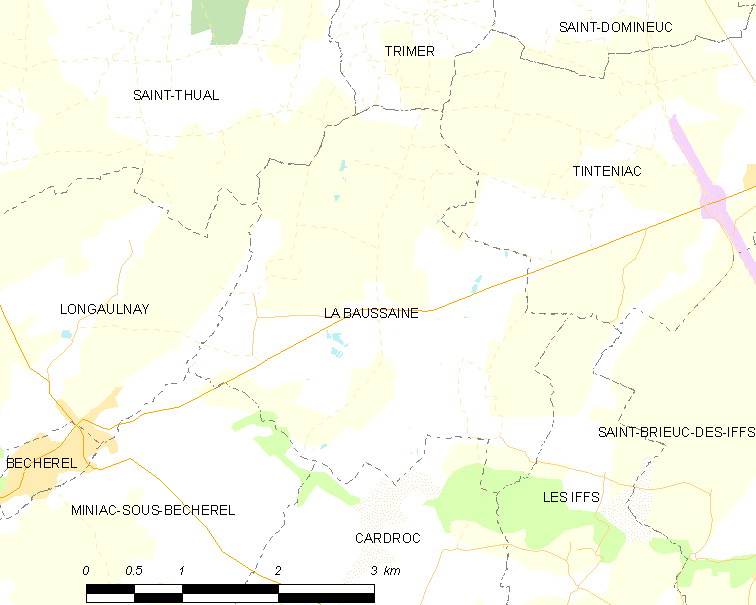
拉博赛讷的OSM定位图

拉博赛讷的时区为UTC+01:00、UTC+02:00（夏令时）。

## 行政
拉博赛讷的邮政编码为35190，INSEE市镇编码为35017。

## 政治
拉博赛讷所属的省级选区为孔堡县。

## 人口

1962-2008年间拉博赛讷人口变化图示

拉博赛讷于2022年1月1日时的人口数量为675人。